# جيك شيلدز
جيك شيلدز (بالإنجليزية: Jake Shields) هو فنان قتال مختلط أمريكي، ولد في 9 يناير 1979 في Summertown, Tennessee ‏ في الولايات المتحدة.

## وصلات خارجية
- الموقع الرسمي
- جيك شيلدز على موقع شيردوغ (الإنجليزية)
- جيك شيلدز على موقع Tapology.com (الإنجليزية)
- جيك شيلدز على موقع IMDb (الإنجليزية)
- جيك شيلدز على موقع قاعدة بيانات الفيلم (الإنجليزية)